# Arctostaphylos gabilanensis
Arctostaphylos gabilanensis là một loài thực vật có hoa trong họ Thạch nam. Loài này được V.T.Parker & M.C.Vasey mô tả khoa học đầu tiên năm 2004.